# Casona de Regla

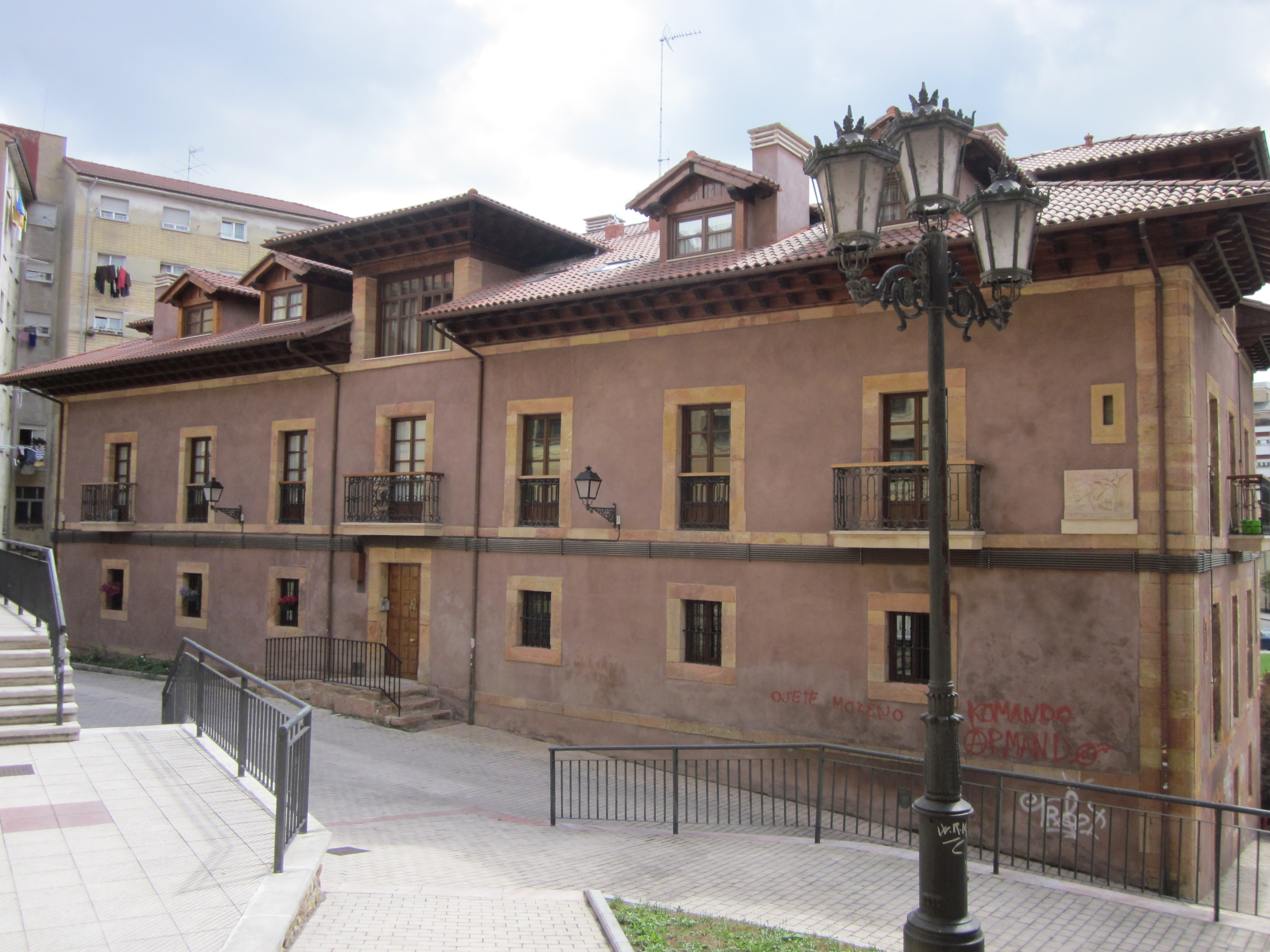
Vista de la Casona de Regla.

La Casona de Regla (en asturiano, Casona de Riegla) conocida también por los nombres de Cortixu o Casa de les tres perrines y situada en Oviedo (Asturias), es una edificación urbana de carácter semirrural construida a mediados del siglo XVIII en el entonces espacio extramuros de Oviedo que formaba parte de un conjunto de edificaciones de planta baja cercado por un muro.. 
Se cree que este inmueble obedece a un proyecto del arquitecto Manuel Reguera, quien habría conseguido en esta Casona lograr una singular fusión de elementos propios de la arquitectura culta y de la popular.
Fue construida por encargo de Antonio López de Dóriga para vivienda propia al lado de su industria, con la que el patio posterior de la casona comunicaba directamente. 

## Descripción
Lo que se conocía como «Cortixu de Regla» comprendía el edificio que servía de oficina, la nave industrial y la casa del propietario, constituyendo un raro ejemplo de arquitectura industrial del siglo XVIII, reflejo de uno de los escasos intentos de industrialización propia que existieron en el Principado. Entre finales del siglo XVIII y finales del XIX fue sede de dos industrias, una de cerámica (horno y fábrica de Talavera) y otra de curtidos.
La casona es un edificio de planta rectangular con tres pisos y ático abuhardillado. Los muros son de mampostería revocados, con sillares de arenisca en las esquinas, que están achaflanadas en las impostas de separación entre los pisos y en las marcaciones de puertas, balcones y ventanas. La cubierta de teja árabe es a cuatro aguas, excepto en los cuerpos abuhardillados y ventanas de la buhardilla. Se cree que pudo haber sido obra del arquitecto Manuel Reguera.
El acceso principal a la Casona se hace a través de una doble escalera exterior con patín. La distribución interior se encuentra totalmente alterada, al haber permanecido durante mucho tiempo el inmueble dividido en doce viviendas. 
En la fachada existe una inscripción en la que se hace alusión al hecho de que aquí nació el reconocido musicólogo Eduardo Martínez Torner en 1888.

## Fuente
- Este artículo incluye contenido derivado de una disposición relativa al proceso de protección, incoación o declaración de un bien cultural o natural publicada en el BOE n.º 189 el 9 de agosto de 2006 (texto), el cual está libre de restricciones conocidas en virtud del derecho de autor de conformidad con lo dispuesto en el artículo 13 de la Ley de Propiedad Intelectual española.

- Datos: Q2891789
- Multimedia: Casona de Regla / Q2891789